# Sabineland
Sabineland (Noors: Sabine Land) is een landstreek op het eiland Spitsbergen, dat deel uitmaakt van de Noorse eilandengroep Spitsbergen. Het gebied heeft een oppervlakte van 1900 km².
Het schiereiland wordt aan de oostzijde begrensd door het fjord Storfjorden, vanaf de baai Agardhbukta in het zuiden en zuidwesten begrensd door dalen, omvattende het bovendeel van het dal Kjellstrømdalen, Lundströmdalen, bovendeel Adventdalen, Eskerdalen en Sassendalen, uitkomend op het Sassenfjorden, en in het noorden begrensd door de gletsjers Tunabreen, Lomonosovfonna en Negribreen. Ten zuiden van Sabineland ligt Heerland, ten zuidwesten Nordenskiöldland, ten noordwesten Bünsowland en ten noordoosten Olav V-land.
Het schiereiland is vernoemd naar de Ierse astronoom Edward Sabine.